# キッコーマン
キッコーマン株式会社（英: KIKKOMAN CORPORATION）は、千葉県野田市に本社を置く、醤油を主とする調味料、加工食品の大手企業である。2009年（平成21年）10月に新設分割により3つの事業子会社を設立し、純粋持株会社に移行した。日経平均株価およびJPX日経インデックス400構成銘柄の一つ。

## 概要

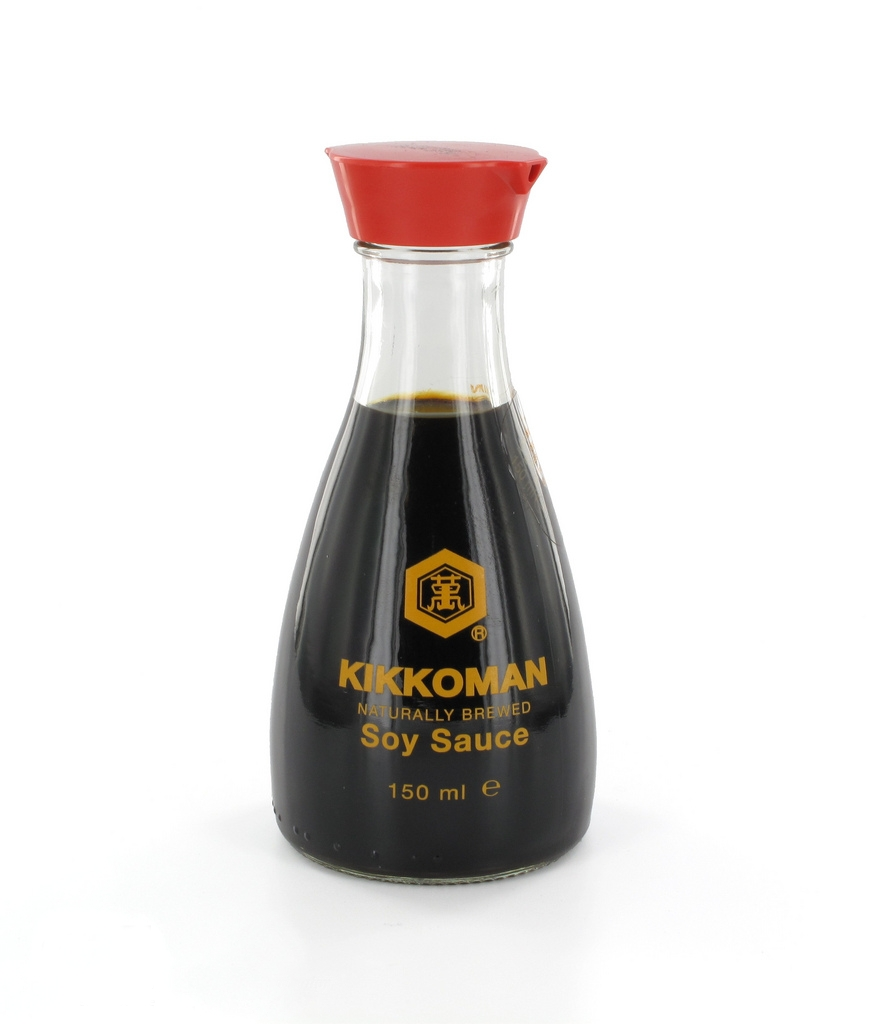
「亀甲萬」紋をイメージロゴとしているキッコーマンの最も有名な製品である卓上醤油瓶（英語ラベル「KIKKOMAN」「Soy Sauce」）

江戸時代の野田周辺は水運が盛んであった。東側の利根川沿いは大豆や小麦の生産地、西を流れる江戸川下流には行徳塩田があり、大消費地の江戸にも通じているなど、醤油造りに有利な条件が揃っていた。有力醸造業者であった茂木一族と髙梨一族の8家が合同して1917年（大正6年）に設立した「野田醤油株式会社」が前身である。後述のように、複数あった醤油商標のうち亀甲萬（キッコーマン）を後に統一商標および社名とした。現在は醤油、及び醤油を使ったタレ、つゆ、ポン酢、出汁など和風醸造調味料が主力で、ウスターソースなども製造・販売している。
第二次世界大戦前から海外展開を積極的に行い、世界100ヶ国以上で醤油を販売している。また、主力の醤油のシェアは高く、日本シェア30%、世界シェア50%である。特にアメリカ合衆国でのシェアは55%と高く、「Kikkoman」は日本の醤油（Japanese soy sauce）のブランドとして広く定着している。
本店、野田工場（千葉県野田市野田110）のほか、国内拠点の約半分が創業地である野田市周辺に集中している。野田工場の敷地内には、1939年（昭和4年）に建てられた御用蔵があり、現代でも空調を使わない伝統製法で醤油を醸造している。見学ができるほか、ここで製造された「亀甲萬御用蔵醤油」が販売もされている。1991年（平成3年）は工場見学用の企業博物館「もの知りしょうゆ館」を開館。年間約13万人が訪れる。西日本向けには兵庫県高砂市の高砂工場（高砂市荒井町新浜1-1-1）も主力工場としての役割を担っている。営業・販売等の社内での管理業務については、東京都港区西新橋二丁目に所在する東京本社が行う。
醤油以外にも様々な事業展開を行っており、調味料、健康食品、バイオ事業、外食・中食事業、食料品卸売事業を幅広く展開している。かつては利根コカ・コーラボトリング（コカ・コーラ国内ボトラーの一社）に出資していた。
1985年（昭和60年）、農林水産省果樹試験場とキッコーマンの共同研究でオレンジとカラタチを融合した世界初のバイオ果実「オレタチ」という果実が誕生した。現在は食用には至ってないが、野田工場内「もの知りしょうゆ館」の中庭に植えられている。

## 商号・商標
現社名は、前身8家の合同による野田醤油会社創立に際し、醤油統一商標「亀甲萬」とする。前身の1つ、茂木佐平次家の用いた商標「亀甲萬」は香取神社の亀甲と「亀は萬年」をかけたとされる。あるいは、元々の考案者は第4代鈴木万平であり、譲渡されたという説もある。
2008年（平成20年）6月にコーポレート・ブランドを刷新した。制定から20年以上にわたって使われてきたコーポレート・マークは、これまでの大文字（KIKKOMAN）から小文字（kikkoman）に変更し、ブランドカラーは赤からオレンジに、マークの右上には伝統の六角形のマーク（六角形の中に「萬」）が添えられた。製品に記載されるコーポレート・マークについては、刷新後に、これまで記載されていなかったパッケージ正面にも記載されるようになった。
コーポレート・スローガンは2005年（平成17年）に食育スローガンとして制定されていた「おいしい記憶をつくりたい。」。このスローガンは日本国内向けで、世界では「seasoning your life」を用いる。
卓上醤油差しのデザインはGKデザイングループ社長の榮久庵憲司による。アメリカ合衆国で、2007年に立体商標の権利を取得している。ちなみにアメリカ向けの醤油差しには、「REFILL ONLY WITH KIKKOMAN」（詰め替えはキッコーマンに限る）と記されている。

## 沿革

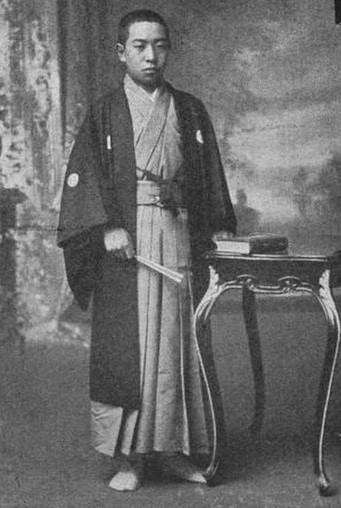
茂木佐平治

- 1661年（寛文元年） - 上花輪村名主19代高梨兵左衛門が野田で醤油醸造を始める[9]。
- 1662年（寛文2年） - 茂木七左衛門家が味噌づくりを始め、後年には分家の茂木七郎右衛門家が高梨家とともに醤油を作り始める[10]。
- 1781年（天明元年） - 後の野田醤油の基礎になる亀屋市郎兵衛、高梨兵左衛門、粕屋七郎右衛門（茂木一族）、茂木七左衛門、大塚弥五兵衛、杉崎市郎兵衛、竹本五郎兵衛の7家が成立、野田醤油仲間結成[10][11]。 後、茂木一族各家など醸造家が増えていく。
- 1814年（文化11年） - 堀切紋次郎が流山で万上味醂（後のマンジョウ本みりん）を醸造[12]。
- 1828年（文政12年） - 高梨兵左衛門家、続いて茂木佐平治家が江戸幕府に醤油を献上し、幕府から御用醸造の命を受ける[13]。
- 天保年間から安政年間にかけて茂木一族と高梨家による生産量が増えていく[14]。
- 1873年（明治6年） - 茂木佐平治家がオーストリアで開かれたウィーン万国博覧会に亀甲万印の醤油を出品し、名誉賞を取る。以降、博覧会や品評会などへの出品と受賞歴が重なっていく[15]。
- 1887年（明治20年） - 高梨・茂木両家が野田醤油醸造組合を結成[9]。
- 1900年（明治33年）
  - 野田醤油醸造組合員によって野田商誘銀行設立（商誘は醤油にかけたもの）。後に千葉銀行の前身の一つとなる。
  - 野田人車鉄道敷設。
- 1911年（明治44年） - 県営軽便鉄道野田線に出資（現在の東武野田線）。
- 1917年（大正6年）
  - 12月7日 - 高梨家と茂木一族七家が野田醤油株式会社を設立[16]。
  - 堀切家が野田醤油の出資により万上味醂株式会社を設立[16]。
- 1918年（大正7年） - 野田醤油株式会社と万上味醂株式会社が営業を開始[16]。
- 1922年（大正11年） - 野田醤油労働争議勃発。その後1928年まで大規模な労働争議が断続的に続く。
- 1925年（大正14年）
  - 4月 - 野田醤油醸造株式会社が万上味醂株式会社と日本醤油株式会社を合併[16]。
  - しょうゆ2L瓶の発売を開始[16]。
- 1927年（昭和2年） - 東京市場で商標をキッコーマンに統一[16]。
- 1940年（昭和15年） - 全国で商標をキッコーマンに統一[16]。
- 1949年（昭和24年）5月 - 東京証券取引所上場[16]。
- 1952年（昭和27年）9月 - 合成清酒「四方春」発売。
- 1954年（昭和29年）8月 - 万上焼酎2合びんを発売。
- 1957年（昭和32年）6月 - 米国サンフランシスコにキッコーマン・インターナショナル社（現 キッコーマン・セールスUSA社）を設立する[16]。それまでは在留日本人や日系人を対象にした輸出から、現地人需要の喚起を意識して本格的にアメリカへ進出。
- 1961年（昭和36年）
  - 吉幸食品工業株式会社（現：日本デルモンテ株式会社）、盛進製薬株式会社を設立[16]。
  - しょうゆ卓上びんを発売[16]。
- 1962年（昭和37年）
  - 利根飲料株式会社（後の利根コカ・コーラボトリング株式会社）を設立[16]。
  - 勝沼洋酒株式会社（現：マンズワイン株式会社）を設立[16]。
- 1963年（昭和38年） - 「デルモンテ」ブランドのトマトケチャップ、トマトジュースを発売[16]。
- 1964年（昭和39年）
  - マンズワイン発売[17]。
  - 10月19日 - キッコーマン醤油株式会社に商号変更[17]。
- 1965年（昭和40年） - 減塩しょうゆ開発。東京大学医学部の要請を受け、通常のしょうゆに比べて塩分を大幅に減らしたしょうゆを1965年に「保健しょうゆ」として発売。1967年に「減塩しょうゆ」に商品名を変更[18]。
- 1967年（昭和42年） - 米国カリフォルニア州オークランドの製塩会社と業務提携。1968年から現地生産を開始[19]。
- 1969年（昭和44年）6月 - 米国の日本食材卸ジャパン・フード・コーポレーション（現 JFCインターナショナル社）に経営参加[17]。
- 1970年（昭和45年） - 太平洋貿易株式会社に経営参加[17]。
- 1973年（昭和48年） - 米国ウィスコンシン州ウォルワースに初の海外生産拠点となるアメリカ工場を設立[20]。
- 1974年（昭和49年）
  - キッコーマン・レストラン株式会社を設立[17]。
  - キッコーマン一社提供テレビ番組『くいしん坊!万才』放送開始（以降30年以上続く長寿番組となっている）。
- 1977年（昭和52年） - 500mLしょうゆ容器をペットボトル化[17]。
- 1978年（昭和53年） - 1Lしょうゆ容器をペットボトル化[17]。
- 1980年（昭和55年）10月 - キッコーマン株式会社に商号変更[21]。
- 1981年（昭和56年） - 富士ゼロックス（現:富士フイルムビジネスイノベーション）との共同出資により、千葉ゼロックス販売株式会社（現在は富士フイルムビジネスイノベーションの100%子会社で、富士フイルムビジネスイノベーションジャパン）を設立[21]。
- 1983年（昭和58年）
  - 東京ディズニーランド内「ポリネシアンテラス・レストラン」と「プラザ・レストラン」（現在は降板）に企業参加する[21]。
  - 「ガンバレ玄さん」発売[21]（現在は生産終了）。
- 1984年（昭和59年） - 甲類焼酎「トライアングル」発売。
- 1985年（昭和60年） - マンズワイン事件発生。

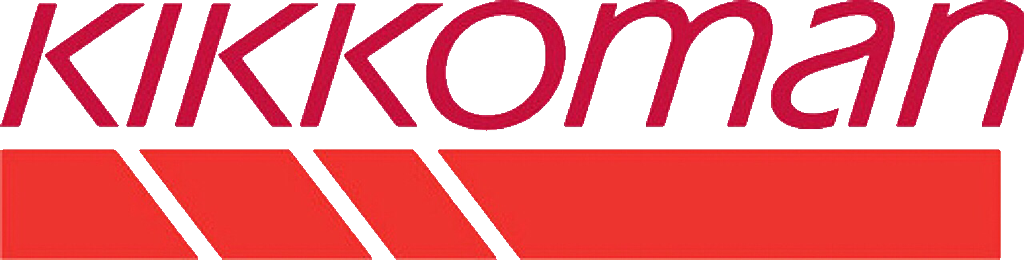
旧ロゴ

- 1986年（昭和61年） - 群馬県尾島町（現 太田市）に酒造工場の尾島製造所完成（2006年にサッポロビールに譲渡）。
- 1987年（昭和62年） - CIを導入。新スローガン「食の、あたらしい風」制定[21]。
- 1993年（平成5年） - 盛進製薬株式会社を吸収合併し、バイオケミカル事業本部発足。株式会社盛進を設立[22]。
- 1994年（平成6年） - 物流部門子会社の総武通運株式会社と野田物流サービス株式会社を統合し、総武物流株式会社を設立[22]。
- 1995年（平成7年） - 「本つゆ」発売[22]。
- 1997年（平成9年）10月31日 - 惣菜の販売を行うデリカスイトとの合弁により、キッコーマン・デリカスイト株式会社（現 キッコーマンデリカ株式会社）設立。
- 2002年（平成14年）2月 - 「うちのごはん」シリーズ発売（関東で開始、段階的に拡大し翌年2月13日に全国発売）[23]。
- 2003年（平成15年）6月 - しょうゆ原料を非遺伝子組み換え大豆に移行[23]。
- 2004年（平成16年）
  - ヒゲタ醤油株式会社と資本提携[23]。
  - 紀文食品グループと資本提携[23]。
- 2005年（平成17年）
  - 宝醤油を連結子会社化[23]。
  - 5月 - 食育宣言を公表。食育スローガン「おいしい記憶をつくりたい。」制定[23]。
  - 9月20日 - 家庭用容器（2L瓶）発売80周年を記念し、伝統製法と最新技術を融合した数量限定製品「キッコーマン本醸造しょうゆ 復刻版」を発売。
- 2006年（平成18年）
  - 2月14日 - 「デルモンテ 植物性乳酸菌発酵野菜入り ラクベジ」を発売。
  - 4月1日 - 焼酎事業（「トライアングル」ブランドを含む）をサッポロビールへ譲渡。ただし「マンジョウ・万上」商標はみりん専用としてキッコーマンが引き続き保有。
  - 6月 - 株式会社紀文フードケミファ（現 キッコーマンソイフーズ）を連結子会社化。
  - みりん部門を流山キッコーマン株式会社に分社。
- 2008年（平成20年）
  - 6月 - 新スローガン「おいしい記憶をつくりたい。（seasoning your life）」を制定し、コーポレート・マークを刷新し、伝統の六角形マーク（六角形の中に「萬」）は継承された。
  - 理研ビタミン株式会社と資本業務提携[23]。
  - 紀文フードケミファを完全子会社化[24]
- 2009年（平成21年）
  - 10月1日 - 持株会社制へ移行。同時に新設分割によりキッコーマン食品株式会社、キッコーマン飲料株式会社、キッコーマンビジネスサービス株式会社を設立[23]。
  - 本社機能を東京本社に全面移転（登記上の本店は野田本社）。
- 2010年（平成22年）
  - 飲料販売事業をキッコーマン飲料(株)へ集約。
  - 上海国際博覧会の日本産業館に展示ブースと料亭「紫 MURASAKI」を出展。
  - キッコーマングループ社歌『おいしい記憶』、キッコーマンのうた『おいしいってなあに』完成。
  - キッコーマン食品(株)野田工場 詰棟完成。
  - JFCシンガポール社（JFC-SG）設立。
  - KSP創立25周年記念式典。
  - PKI創立20周年記念式典。
- 2018年（平成30年）
  - アンテナショップ「発酵のある暮らし こころダイニング吉祥寺店」を7月1日開業[25]。
  - 料理人が食材や調理法を解説する「キッコーマン ライブキッチン東京」を有楽町に11月1日開設[26]。
- 2021年（令和3年） - インドに進出[27]。

## 歴代社長
野田醤油社長
- 茂木七郎右衛門：1917年 - 1929年
- 茂木七左衛門：1929年 - 1943年
- 茂木佐平治：1943年 - 1946年
- 中野栄三郎：1946年 - 1958年
- 茂木房五郎：1958年 - 1962年
- 茂木啓三郎：1962年 - 1964年10月

キッコーマン醤油社長
- 茂木啓三郎：1964年10月 - 1974年
- 茂木佐平治：1974年 - 1980年

キッコーマン社長
- 茂木克己：1980年 - 1985年
- 中野孝三郎：1985年 - 1995年
- 茂木友三郎：1995年 - 2004年
- 牛久崇司：2004年 - 2008年（創業家以外の出身）
- 染谷光男：2008年 - 2013年（創業家以外の出身）
- 堀切功章：2013年 - 2021年
- 中野祥三郎：2021年[28] - 現職

### 経営体制
一族8家の合同設立という経緯から、茂木家・高梨家・堀切家によるファミリービジネスの体制になっているが、同族経営の弊害を防ぐ工夫がなされている。
- 「創業8家のキッコーマンへの入社は1つの家から1人に限定する」「創業8家出身であっても入社後のえこひいきはせず、役員や社長にする保証はしない」「社長は特定の家で独占せず、一番経営能力のある者を選ぶ」「創業家は社長の人事に口出ししない」という不文律による社内統治をおこなっている[29]。
- 茂木家・高梨家・堀切家にそれぞれ残されていた家訓を審議し、一族共通の17条の家憲として1919年に成文化した[30]。

## 商品

### キッコーマン
- キッコーマン いつでも新鮮 しぼりたて生しょうゆ
- キッコーマン いつでも新鮮 味わいリッチ 減塩しょうゆ
- キッコーマン しょうゆ
- キッコーマン うすくちしょうゆ
- キッコーマン 特選丸大豆しょうゆ
- キッコーマン 特選丸大豆減塩しょうゆ
- キッコーマン 減塩しょうゆ
- キッコーマン 濃いだし本つゆ
- キッコーマン わが家は焼肉屋さん
- キッコーマン おろししょうゆ
- キッコーマン ステーキしょうゆ
- キッコーマン てりやきのたれ
- キッコーマン オイスターソース
- キッコーマン 豆板醤
- キッコーマン デリシャスソース
- キッコーマン うちのごはん

### マンジョウ
- マンジョウ 本みりん
- マンジョウ 濃厚熟成 本みりん
- マンジョウ 米麹こだわり仕込み 本みりん
- マンジョウ 金箔入り梅酒
- マンジョウ 八年熟成金箔入り梅酒

### デルモンテ
- デルモンテ トマトケチャップ
- デルモンテ 完熟ホールトマト
- デルモンテ 完熟カットトマト
- デルモンテ パイナップルスライス
- デルモンテ トマトジュース
- デルモンテ 野菜ジュース

### マンズワイン
- ソラリス マニフィカ
- ソラリス 東山 カベルネ・ソーヴィニョン
- ソラリス 信州 小諸メルロー
- ソラリス 信州 千曲川産メルロー
- ソラリス ユヴェンタ ルージュ
- ソラリス 信濃リースリング辛口
- ソラリス信州 ソーヴィニヨン・ブラン
- ソラリス 古酒甲州
- 醸造家のハウスワイン 赤
- 醸造家のハウスワイン 白
- ハーベスト ルージュ
- ハーベスト ブラン
- 国産ぶどう100%使用赤ワイン 酸化防止剤無添加
- 国産ぶどう100%使用白ワイン 酸化防止剤無添加

### 受賞歴
「日本ワイナリーアワード（Japan Winery Award）」
- 第3回 2005年（平成17年）金賞受賞[32]
  - 欧州系・赤「ソラリス信州千曲川産メルロー2002」
  - 欧州系・赤「ソラリス信州小諸メルロー2003」
  - 欧州系・白「ソラリス 信州小諸シャルドネ樽仕込2002」
- 第4回 2006年（平成18年）金賞受賞[33]
  - 欧州系・赤「ソラリス・ユヴェンタ・ルージュ 2003」
  - 欧州系・赤「ソラリス信州千曲川産メルロー 2003」
  - 甲州・中口・甘口「ソラリス古酒甲州 1993」
- 第9回 2011年（平成23年）金賞受賞[34]
  - 欧州系・赤、部門最高賞「ソラリス 信州東山カベルネ・ソーヴィニヨ」
  - 欧州系・赤「ソラリス 信州東山カベルネ・ソーヴィニヨン」
  - 欧州系・赤「ソラリス 信州カベルネ・ソーヴィニヨン」
  - 欧州系・赤「ソラリス 信州カベルネ・ソーヴィニヨン」
  - 欧州系・赤「ソラリス 信州千曲川産メルロー」
  - 甲州・辛口「リュナリス　甲州　バレル・ファーメンテーショ」
- 第10回 2012年（平成24年）金賞受賞[35]
  - 欧州系・白「ソラリス信州小諸シャルドネ樽仕込」
  - 欧州系・白「ソラリス信州シャルドネ樽仕込」
- 第11回 2013年（平成25年）金賞受賞[36]
  - 欧州系・白「ソラリス信州小諸シャルドネ樽仕込」
- 第15回 2017年（平成29年）金賞受賞[37]
  - 欧州系・赤「ソラリス 信州小諸メルローA」
  - 欧州系・赤「ソラリス 信州小諸メルローB」
- 第16回 2018年（平成30年）金賞受賞[38]
  - 欧州系・赤「ソラリス 信州千曲川産 メルロー 2015」
  - 欧州系・赤「ソラリス 信州東山メルロー 2015」
  - 欧州系・白「ソラリス 信州シャルドネ樽仕込2017」
- 第17回 2022年（令和4年）金賞受賞[39]
  - 欧州系・赤、部門最高賞「ソラリス 千曲川 メルロー」
  - 欧州系・赤「ソラリス 小諸 メルロー」
  - 欧州系・赤「ソラリス ラ・クロワ」
  - 欧州系・赤「ソラリス マニフィカ」
  - 欧州系・白「ソラリス 千曲川 ソーヴィニヨン・ブラン」
- 第19回 2023年（令和5年）金賞受賞[40]
  - 欧州系・赤、部門最高賞「ソラリス ラ・クロワ」
  - 欧州系・赤「ソラリス 東山メルロー」
  - 欧州系・赤「ソラリス 千曲川 カベルネ・ソーヴィニヨ」
  - 欧州系・白「ソラリス 千曲川 シャルドネ」
  - 欧州系・白「ソラリス 千曲川 ソーヴィニヨン・ブラン」

### キッコーマン豆乳
- キッコーマン 無調整豆乳
- キッコーマン 調整豆乳
- キッコーマン 特濃調整豆乳
- キッコーマン 豆乳飲料 麦芽コーヒー
- キッコーマン 豆乳飲料 紅茶
- キッコーマン 豆乳飲料 バナナ
- キッコーマン 豆乳飲料 フルーツミックス
- キッコーマン 豆乳おからパウダー

### キッコーマンニュートリケア・ジャパン
- 基本のサプリ
- ピースナイトメモリープラス
- はりつや美人
- クランベリーURタブレット
- ぶどうの恵み
- グルコサミンMX＋コラーゲン
- トマトのちから
- クランベリーUR100
- クランベリーUR65
- クランベリーURゼリー

## 関連企業

### 主要グループ会社
| 国               | 企業                                 | 事業                                                                     | 設立   |
| ---------------- | ------------------------------------ | ------------------------------------------------------------------------ | ------ |
| 日本             | キッコーマン食品                     | 醤油、調味料、食品、酒類などの製造・販売                                 | 2009年 |
| 日本             | キッコーマン飲料                     | 飲料、チルド食品の販売                                                   | 2009年 |
| 日本             | キッコーマンビジネスサービス         | 各種間接業務の提供                                                       | 2009年 |
| 日本             | 日本デルモンテ                       | キッコーマン・デルモンテ製品（飲料・調味料・トマト加工製品など）の製造元 | 1961年 |
| 日本             | マンズワイン                         | ワイン、ブランデーなど                                                   | 1962年 |
| 日本             | 太平洋貿易                           | 食品の輸出入                                                             | 1928年 |
| 日本             | 平成食品工業                         | つゆ類、たれ類など                                                       | 2001年 |
| 日本             | 江戸川食品                           | 加工殻類、鰹・昆布だしなど                                               | 2003年 |
| 日本             | 北海道キッコーマン                   | 醤油、めんみ（濃縮つゆ・北海道内限定バージョン）など                     | 2005年 |
| 日本             | 流山キッコーマン                     | 本みりん、みりん風調味料など                                             | 2006年 |
| 日本             | テラヴェール                         | 輸入・国産ファインワインの仕入・販売                                     | 2008年 |
| 日本             | 宝醤油                               | 醤油・調味料などの製造・販売                                             | 1941年 |
| 日本             | キッコーマンソイフーズ               | 豆乳飲料や食材などの製造・販売                                           | 1939年 |
| 日本             | 総武物流                             | 物流業務                                                                 | 1994年 |
| 日本             | キッコーマン・マーケティングセンター | 店頭プロモーション・販売活動など                                         | 1973年 |
| 日本             | キッコーマンレストラン               | 直営レストラン                                                           | 1974年 |
| 日本             | キッコーマンデリカ                   | 惣菜や弁当の製造・販売                                                   | 1997年 |
| 日本             | キッコーマンニュートリケア・ジャパン | 健康食品、サプリメント、治療食、食品・飲料の開発、販売。通信販売の運営   | 2009年 |
| 日本             | キッコーマンバイオケミファ           | 化成品の製造・販売                                                       | 2011年 |
| アメリカ         | KIKKOMAN FOODS, INC.                 | キッコーマンしょうゆ                                                     | 1972年 |
| アメリカ         | JAPAN FOOD (HAWAII), INC.            | キッコーマンしょうゆ                                                     | 1972年 |
| アメリカ         | JFC INTERNATIONAL INC.               | キッコーマンしょうゆ                                                     | 1958年 |
| アメリカ         | KIKKOMAN INTERNATIONAL INC.          | キッコーマンしょうゆ、テリヤキソースなど                                 | 1957年 |
| アメリカ         | KIKKOMAN MARKETING AND PLANNING, INC | 市場調査                                                                 | 1984年 |
| ドイツ           | JFC RESTAURANT GmbH                  | 料理・飲食                                                               | 1997年 |
| ドイツ           | KIKKOMAN TRADING EUROPE GmbH         | キッコーマンしょうゆ                                                     | 1979年 |
| ドイツ           | JFC INTERNATIONAL (EUROPE) GmbH      | キッコーマンしょうゆ                                                     | 1998年 |
| ドイツ           | JFC Deutschland GmbH                 | キッコーマンしょうゆ                                                     | 2004年 |
| シンガポール     | KIKKOMAN (S) PTE. LTD.               | キッコーマンしょうゆ、テリヤキソースなど                                 | 1983年 |
| シンガポール     | DEL MONTE ASIA PTE. LTD.             | デルモンテ製品                                                           | 2001年 |
| シンガポール     | KIKKOMAN TRADING ASIA PTE. LTD.      | キッコーマンしょうゆ                                                     | 2001年 |
| イギリス         | JFC (UK) LTD.                        | キッコーマンしょうゆ                                                     | 1992年 |
| フランス         | JFC FRANCE S.A.R.L                   | キッコーマンしょうゆ                                                     | 1996年 |
| オーストリア     | JFC AUSTRIA GmbH                     | キッコーマンしょうゆ                                                     | 2008年 |
| カナダ           | JFC INTERNATIONAL (CANADA) INC.      | キッコーマンしょうゆ                                                     | 1973年 |
| オーストラリア   | JAPAN FOOD CORP. (AUST) PTY.LTD.     | キッコーマンしょうゆ                                                     | 1986年 |
| オーストラリア   | KIKKOMAN AUSTRALIA PTY. LTD          | キッコーマンしょうゆ                                                     | 1992年 |
| メキシコ         | JFC DE MEXICO S.A. DE C.V.           | キッコーマンしょうゆ                                                     | 1997年 |
| ニュージーランド | JFC NEW ZEALAND LIMITED              | キッコーマンしょうゆ                                                     | 2004年 |
| オランダ         | KIKKOMAN FOODS EUROPE B.V.           | キッコーマンしょうゆ、テリヤキソース等の製造                             | 1996年 |
| 台湾             | 統萬股份有限公司                     | キッコーマン及び統一ブランドのしょうゆ                                   | 1990年 |
| 中国             | 昆山統万微生物科技有限公司           | キッコーマン及び統一ブランドのしょうゆ                                   | 2000年 |
| 中国             | 上海亀甲萬貿易有限公司               | キッコーマンしょうゆ                                                     | 1995年 |
| 中国香港         | JFC HONG KONG LTD.                   | キッコーマンしょうゆ                                                     | 1984年 |

### 提携会社
- ヒゲタ醤油
- 紀文食品
- 紀文フレッシュシステム
- 理研ビタミン

### キッコーマン総合病院
野田市の本社近くには、従業員向けの養生所を由来とする直営医療機関、キッコーマン総合病院がある。同病院で勤務する院長以下職員はキッコーマンの社員である。企業立病院であるが、野田市には公立病院は無く、国立病院や大学病院はまして存在せず、過去にはキッコーマン総合病院が事実上の市民総合病院としての役割を果たしてきた。現在は他に私立の総合病院もある。2012年に建物が建て替えられ、病床数129床になった。

## 海外展開

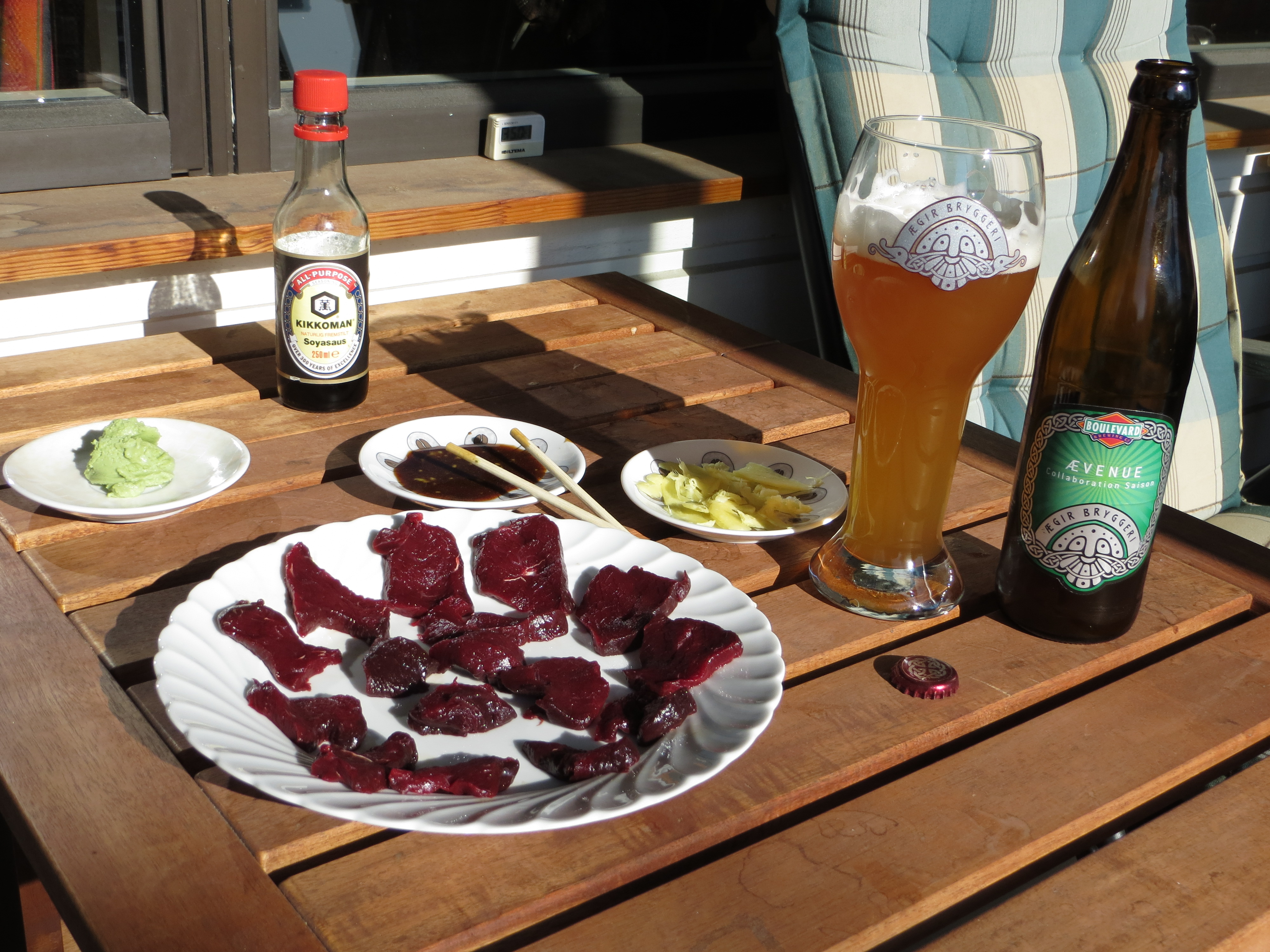
ノルウェーでの鯨肉のサラミ（自家製）。キッコーマンの醤油とワサビ、そして割り箸も。

アメリカ合衆国等では醤油（Soy Sauce ソイ・ソース（= 大豆ソース））のことを「キッコーマン」と呼ぶ場合がある。
但し、日系人の歴史が古く、また比率の高いハワイ州では、"Shoyu"（醤油）という名詞が一般的に通用するため、"Shoyu"の一ブランドとして有名ではあるが、醤油そのものの代名詞として「キッコーマン」と呼ぶ事はない。
アメリカにおける食文化向上の貢献を称え、また同社の米国事業50周年を記念してアメリカ合衆国議会から感謝決議案が採択された。
アメリカのバイヤーから「アメリカでもキッコーマン醤油はよく知られていますが、日本には「野田醤油」と言う別の大手醤油メーカーがあるそうですね」と言われたため、社名とブランドを一致させることが必要と考え、「野田醤油」の社名を「キッコーマン醤油」へ変更したと言われている。
2013年時点では、キッコーマンの国内売上が1638億円なのに対して、海外での売り上げは1384億円に達し、その中で北米市場では1084億円売り上げている。国内シェアは30％強だが世界では50％のシェアを占めている。利益に及んではキッコーマンの国内営業利益は70億円であるのに対し、海外での営業利益は131億円、その中で北米では88億円の利益を上げている。キッコーマンは日本食に欠かせない醤油メーカーであるが、その利益の7割を海外で上げている。その背景には日本食に拘らず、現地の料理の中に取り入れられる調味料として普及させることに取り組んだ成果である。
キッコーマンは第二次世界大戦前から海外に住む日本人向けに醤油を輸出し、また、戦後徐々にアメリカ人にもその味が受け入れられていたが、原料の大豆・小麦をアメリカから輸送コストをかけて輸入して日本で醤油にし、またアメリカに輸送費をかけて送る構造では利益が確保しにくかった。醤油は装置産業でもあり、ある程度の販売数量がないと利益が出ない。当時の資本金は36億円、それに対してアメリカ工場建設には40億円が必要と見込まれた。アメリカ工場は1971年に建設を開始し1973年に稼働を開始した。当時のキッコーマンにとっては巨額の投資で、もしも売り上げが計画見込みを下回るならば、経営の危機にもなりかねなかったが、アメリカでの醤油の売り上げは順調に増える。1977年には計画より1年早く累損を一掃して利益をあげることができた。1998年にカリフォルニア州に第二工場を開設。2007年には半世紀に及ぶアメリカでの活動にアメリカ議会両院から感謝状を贈られるまでになった。
南米ブラジルでは2020年にM&Aで取得したアズマキリンの工場で醤油生産に乗り出し、2021年には「KIKKOMAN SHOYU」ブランドの生産開始を発表した。

## 過去に行っていた事業

### 水道
1922年5月、野田市内で上水道の供給事業を始めた。当時、キッコーマンの工場が市内に17ヶ所あり、それぞれが仕込み水などに井戸水を使用していたが、製品にムラが出てきた。そこで当時の金額で420万円を投じて深井戸を2本掘り、1日4000リットルを供給できる水道網を作り上げた。これは工場の使用量を大きく上回るものであったため、社内に水道課を設けて市内2500世帯に有料で供給を始めることとなった。供給当初の使用量の比は、会社と一般家庭で8:2であった。次第に一般家庭への供給量は増加、1965年には5億円以上をかけて江戸川から取水施設も建設したが、供給量が追い付かなくなることが見えてきた。1972年、野田市がキッコーマン側に施設の有償譲渡を働きかけたこともあり、キッコーマンの上水道事業は1975年に野田市へと移管された。
給水所は2007年に経済産業省の近代化産業遺産に認定されている。当初作られた水道施設の中で高さ22mで円筒形の給水塔は老朽化のために使用されなくなり、キッコーマンも歴史的建造物なので耐震補強工事を検討したが、結局は2010年に解体されている。

### バス
昭和時代から平成初期にかけて、系列企業「むらさき観光」で貸切バス事業を展開していたが、1998年7月に日の丸自動車興業グループに事業譲渡されている。

### 図書館

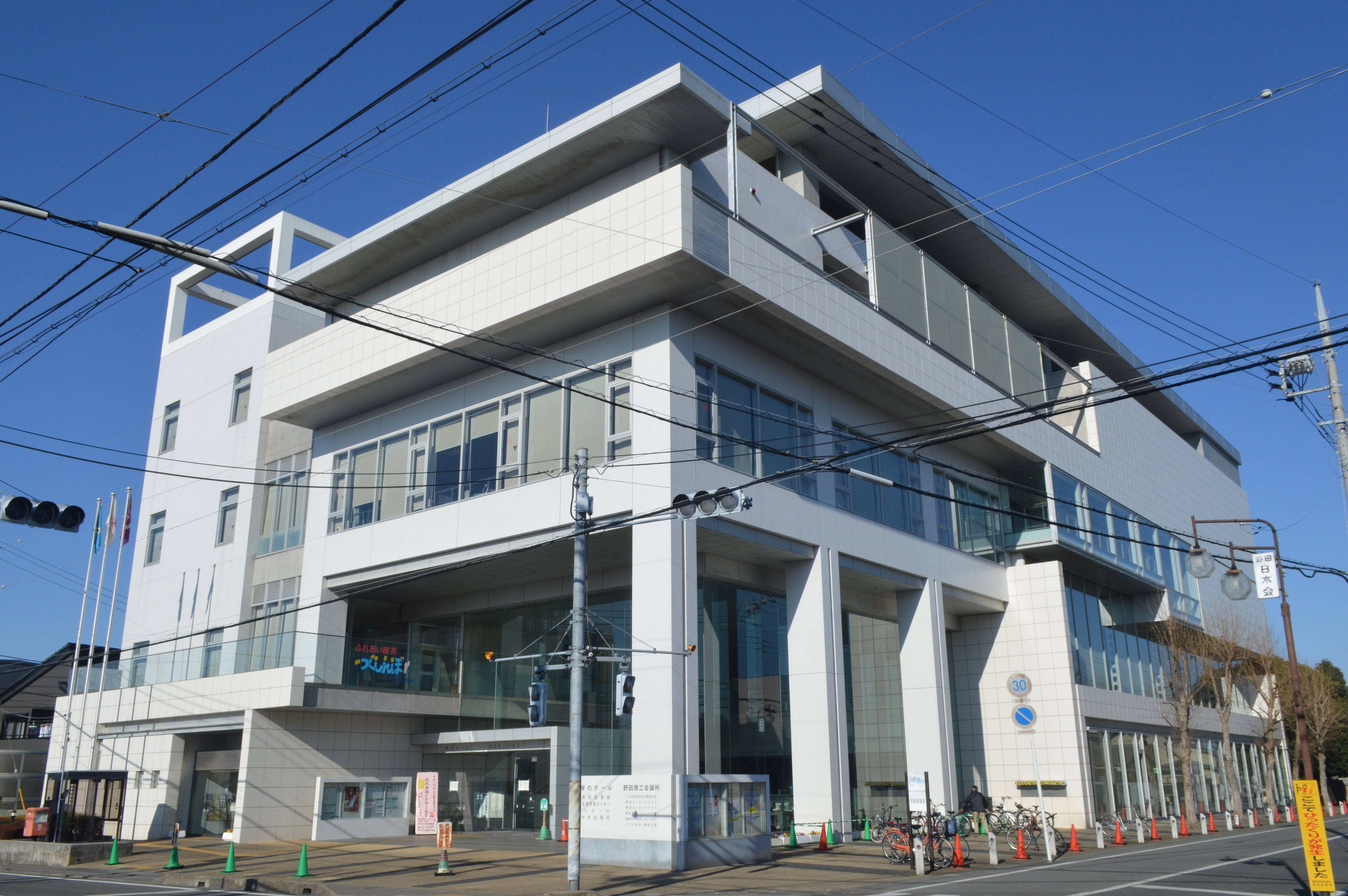
野田市立興風図書館

1908年（明治41年）には野田町民有志によって野田戊申会が設立されている。野田戊申会は1918年（大正7年）頃に図書館の設置を企画し、高梨・茂木一族の協力を受けて1921年（大正10年）に戊申会簡易図書館を開館させた。これは板の間12畳、座敷5畳という小さな図書室であったが、各界から本の寄贈を受けて蔵書も増えていった。
有志での運営に限界があったことで、1923年（大正12年）、野田町は戊申会簡易図書館を買収して野田町図書館に改称した。1925年（大正14年）には千葉県から優良図書館として表彰され、1926年（大正15年）には文部省からも優良図書館として表彰されている。しかし、1923年（大正12年）9月1日に発生した関東大震災では野田町にある醤油工場も大きな被害を受け、野田町は図書館経営に充てる余力に乏しくなった。一方、野田醤油は社会事業を計画し、昭和天皇の即位を機に合名会社千秋社（現株式会社千秋社）、財団法人興風会などの傘下団体を通じて、教育や育英、厚生、および図書館事業を進めることにした。
1929年（昭和4年）、野田町は野田町図書館の蔵書を興風会に移管し、興風会館の1階に財団法人興風会図書館が開館した。野田町の図書館は野田醤油の資金で運営されることになった。民間企業が行政に代わって図書館事業を行ったのである。1941年（昭和16年）には独立施設が完成して興風会館から移転した。
1979年（昭和54年）4月には興風会設立50周年を記念して、興風会図書館の施設・蔵書の一切が野田市に無償譲渡され、野田市立興風図書館に改称した。1998年（平成10年）には野田市役所跡地に欅のホールが完成し、野田市立興風図書館は欅のホールに移転した。

## CM出演者

### 現在
- 綾瀬はるか
- 林遣都（豆乳）
- 目黒蓮（Snow Man）（しょうゆ）
- 田中圭（大豆麺、基本のおかずつゆ、わが家は焼肉屋さん、うちのごはん）
- 原菜乃華（デルモンテ）

### 過去
- 上戸彩（わが家は焼肉屋さん・本つゆ）
- 滝沢カレン（デルモンテ）
- 篠原涼子（しぼりたて生しょうゆ）
- 明石家さんま（丸大豆しょうゆ、ポン酢しょうゆ）
- 安田成美（本つゆ・減塩醤油・ステーキソース等）
- 間下このみ（ガンバレ!玄さん）
- 片岡鶴太郎（だししょうゆ）
- 松井秀喜（赤だれ・黒だれ）
- 高橋克典（赤だれ・黒だれ）
- 桃井かおり（香りの蔵）
- 五月みどり
- 山下真司（ステーキしょうゆ）
- 神田うの（梅かつおつゆ）
- 大平サブロー（わが家は焼肉屋さん）※横山やすしの物真似で出演
- 岩下志麻（わが家は焼肉屋さん）
- 竹村健一（デリシャスソース）
- 三田寛子（デリシャスソース）
- 少年隊（デルモンテ）
- 河相我聞（デルモンテ）
- 森本さやか〈現フジテレビアナウンサー〉※デルモンテで河相我聞と共演
- 山下智久（デルモンテ ラクベジ）
- 仁科明子（現：仁科亜季子）
- 松田優作（トライアングル）
- 石橋凌（トライアングル）
- 豊川悦司（トライアングル）
- 大友康平（トライアングル）
- イーキン・チェン（トライアングル）
- 平井堅（トライアングル）
- 石塚英彦（本つゆ）
- 石田ゆり子（うちのごはん）
- 森高千里（うちのごはん）
- 広末涼子（丸大豆しょうゆ）
- 中村里帆（豆乳）
- 沢田研二（マンズワイン）
- 松岡修造（わが家は焼肉屋さん）
- 松本潤（うちのごはん）
- 若三杉壽人（のち2代目若乃花幹士）
- 渡辺文雄（かつおだし・ギフト）
- 竹下景子（かつおだし・ギフト）
- 菅野美穂（うちのごはん）
- 平野紫耀（King & Prince）（わが家は焼肉屋さん）
- 上白石萌音（大豆麺）
- Aマッソ 加納（豆乳）
- 桜田ひより（豆乳）

など

## 提供番組

### 現在
- くいしん坊!万才（フジテレビ、一社提供）[48]
- 千葉の贈り物〜まごころ配達人〜（フジテレビ）[49]
- おいしい記憶 きかせてください（BSフジ、一社提供）[51]

※2025年1月に中居正広の性暴力にフジテレビの社員が関与したという疑惑が報じられたことを受けて、キッコーマンは当分の間、同局での提供番組の放送や同局に対するCM出稿を見合せることを発表した。

### 過去
テレビ番組
- 恐妻天国（フジテレビ。一社提供）
- キャプテン・ドレーク（フジテレビ。一社提供）
- わんぱく同盟（フジテレビ。一社提供）
- グーチョキパー→新・グーチョキパー（フジテレビ。一社提供）
- ゆびきりげんまん（フジテレビ。一社提供）
- 夜のヒットスタジオ（フジテレビ）※1969年から1976年まで（一時降板した時期あり）。
- フジテレビ日曜21:00枠
  - 春の歌謡スターパレード（つなぎ番組）
  - まだ見ぬアナタ
  - 歌謡大全集（つなぎ番組）
  - わたしはカモちゃん（一社提供）
- おはよう!ナイスデイ（フジテレビ）※1989年頃から1995年3月末まで。
- 月9ドラマ（フジテレビ）※1992年4月から1996年12月末まで、番組自体は放送中。
- FNNスーパータイム（フジテレビ。関東ローカル、その後はヒゲタ醤油に交代）
- ようこそ千葉〜おもてなしの心〜（フジテレビ。東京ディズニーリゾート・千葉銀行との複数社提供）
- 星の王子さま プチ・プランス（朝日放送・テレビ朝日）※唯一の国産の一社提供アニメ。OPのラストでは矢島正明のナレーションによる提供コメントが行われた。

ラジオ番組
- SAUDE! SAUDADE...（J-WAVE。一社提供）

## スポーツ
- 上田春佳 - キッコーマン所属。
- 竹下百合子 - キッコーマン所属。
- ネーミングライツ - 流山市民総合体育館は「キッコーマンアリーナ」の愛称となった（2016年4月から5年間）[54]。

## 音楽
- キッコーマンの唄 - 1963年に発表されたCMソング。作詞：水木ひろし、作曲：桜井順、歌：ザ・ピーナッツ[55][56][57]
- キッコーマングループ社歌「おいしい記憶」 - 2010年6月7日発表[58]。3代目社歌[59]。作詞：秋元康、作曲：大島ミチル、歌：茂森あゆみ[60]
- キッコーマンのうた「おいしいってなあに」 - 2010年6月7日発表[58]。食育活動などの広報用の曲[59]。作詞：秋元康、作曲：大島ミチル、歌：茂森あゆみ[60]

## マスコットキャラクター

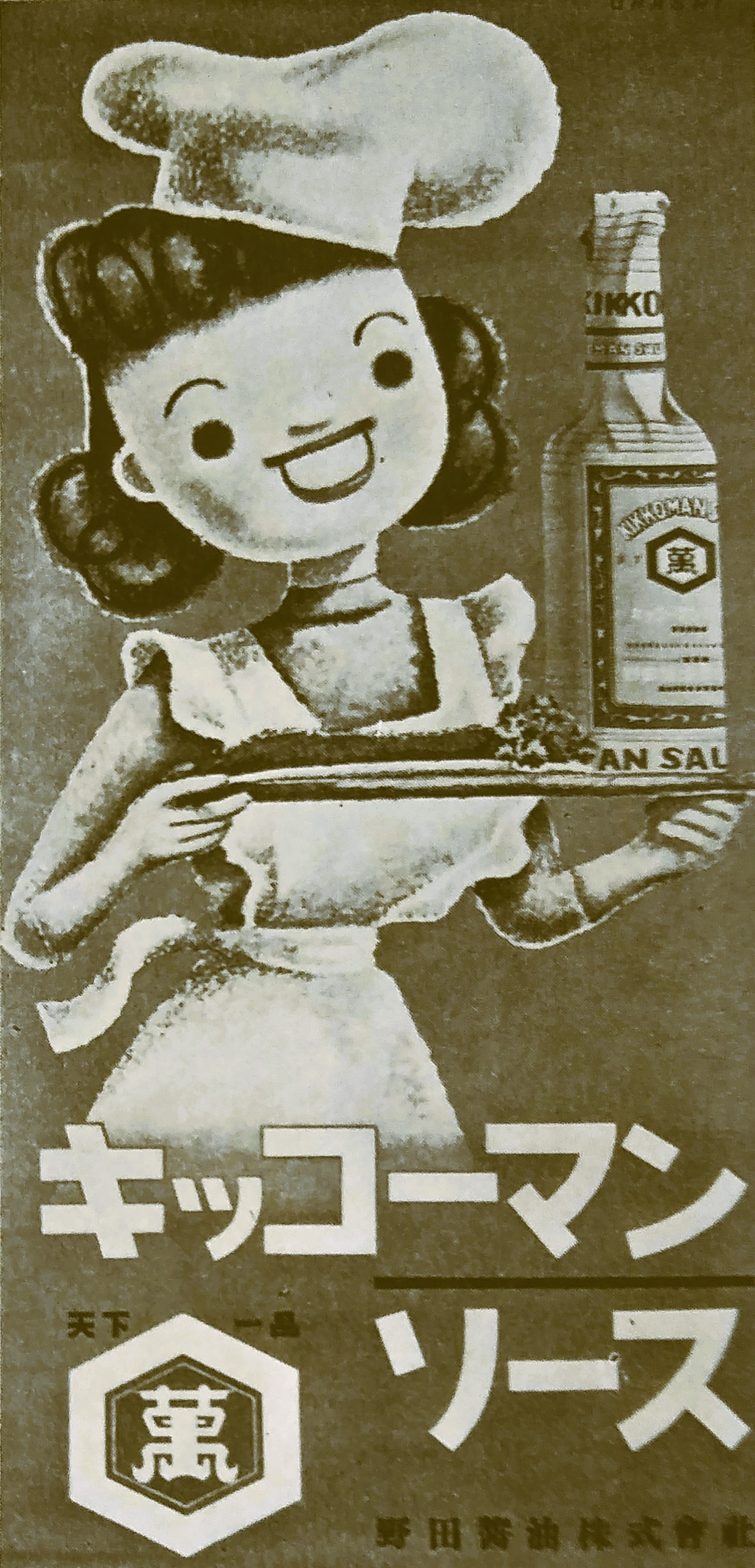
野田キッコ

- 野田キッコ - 愛称はキッコちゃん。普段はワンピースとエプロンを身に着けている女性キャラクター。設定年齢は20歳。グラフィックデザイナー・大橋正とコピーライター・近藤朔によって誕生し、1950年1月の「キッコーマンソース」新聞広告から登場した[61]。髪型はパーマヘアだが後にハンカチを被るようになり、また初期は約4頭身だったものの、1950年代後半からは10頭身の超長身キャラになった。
- マン太郎 - キッコちゃんの弟キャラクター。
- しょう子 - キッコちゃんとマン太郎の妹キャラクター。マン太郎と共に広告では出番が少ない。
- なあにちゃん - 卓上醤油瓶をモチーフとした女の子のキャラクター。2010年6月7日発表[58]。

## テレビ番組
- 日経スペシャル ガイアの夜明け 中国シリーズ第1弾 日本の"食"がやって来た!（2002年4月28日、テレビ東京）[62] - 江崎グリコとキッコーマンを取材。
- 日経スペシャル カンブリア宮殿（テレビ東京）
  - 世界を変えた!スッゴイ挑戦スペシャル 激変の時代こそ挑め...成功を掴むDNA（2013年3月21日）- キッコーマン 名誉会長 茂木友三郎、ユニ・チャーム 社長 高原豪久出演[63]。
  - 縮小市場でも成長を続ける奇跡の経営 世界に醤油を広めたレジェンドが指南!（2019年10月24日）- キッコーマン 名誉会長 茂木友三郎出演[64]。

## 書籍

### 関連書籍
- 『「醤油」がアメリカの食卓にのぼった日 食文化輸出戦略』（著者:茂木友三郎）（1983年4月1日、PHP研究所）ISBN 4569209998
- 『企業を愛する子どもたち キッコーマンと野田の教育』（著者:林雅行）（1986年3月10日、国土社）ISBN 9784337454347
- 『なぜキッコーマンは320年も続いているか 会社不滅のポリシー』（著者:荒川進）（1989年2月16日、中経出版）ISBN 9784806103684
- 『キッコーマンの奇跡 SOY SAUCEが世界の舌を制した日』（著者:横江茂）（1989年3月20日、講談社）ISBN 9784061928367
- 『キッコーマンのグローバル経営 日本の食文化を世界に』（著者:茂木友三郎）（2007年10月23日、生産性出版）ISBN 4820118250
- 『国境は越えるためにある 「亀甲萬」から「KIKKOMAN」へ』（著者:茂木友三郎）（2013年6月10日、日本経済新聞出版社）ISBN 9784532318901
- 『見学！日本の大企業キッコーマン』（編集:こどもくらぶ）（2014年2月1日、ほるぷ出版）ISBN 	9784593586905